# 傑西·溫克爾
傑西·溫克爾（英語：Jesse Winker，1993年8月17日—），為美國職棒大聯盟的外野手，目前效力於紐約大都會。他先前曾效力過紅人、水手、釀酒人與國民等隊。

## 職業生涯

### 辛辛那提紅人
2012年美國職棒大聯盟選秀，溫克爾在首輪49順位被紅人隊選走。同年他於新人聯盟開啟職業生涯，隔年升上1A。
2014年，溫克爾已成為紅人隊的第四大新秀。開季他從高階1A出發，並在6月升上2A。這年他還入選全明星未來之星賽。7月分他因為出車禍右手腕受傷，使得球季提前結束。而他在2015年持續待在2A。
2016年球季結束後，溫克爾被加入到40人名單。2017年他從3A開季，並在4月中登上大聯盟。該年他的打擊率為2成98，隔年他雖然打擊率有2成99，另有敲出7轟與43分打點，不過他卻在7月傷到肩膀導致球季報銷。
2019年，溫克爾的打擊率下滑至2成69，不過16轟為生涯新高，另有38分打點。2020年，他出賽54場比賽，打擊率為2成55，並敲出12轟與23分打點。
2021年6月6日，溫克爾單場敲出3轟，率隊在四連戰橫掃紅雀。他也成為紅人隊史首位在同一年達成兩次單場三響砲的球員。這年他順利入選明星賽，並成為國聯先發外野手。

### 西雅圖水手
2022年3月14日，紅人隊將溫克爾和尤亨尼歐·蘇亞瑞茲交易到水手隊，換來Justin Dunn、Jake Fraley、Brandon Williamson和一名日後指定球員。

## 外部連結
- 球員資訊和成績在MLB ，ESPN ，Retrosheet ，Baseball Reference ，Baseball Reference (Minors) ，Fangraphs ，The Baseball Cube （英文）